# جود سونسوب بيل
جود سونسوب بيل هو لاعب كرة قدم إنجليزي يلعب في مركز المهاجم في نادي تشيلسي.

## روابط خارجية
- جود سونسوب بيل على موقع قاعدة بيانات كرة القدم.إي يو (الإنجليزية)